# GEOS 2
GEOS 2 was Europa’s eerste satelliet in een geostationaire baan.
Het GEOS-programma (Geostationary Earth Orbit Satellite) van het Europees Ruimteagentschap (ESA) omvatte de eerste satellieten in een geostationaire baan die uitsluitend voor wetenschappelijke doeleinden werden gebruikt. In het taalgebruik van NASA, die verantwoordelijk was voor de lancering van de satellieten, worden deze satellieten ook wel ESA-GEOS genoemd om ze te onderscheiden van het gelijknamige NASA GEOS-programma.
- GEOS 1 (voor de lancering GEOS A) werd op 20 april 1977 gelanceerd vanaf Cape Canaveral met een Delta-2914-raket. Een Delta-raketfout resulteerde in het niet bereiken van een geostationaire baan. Een deel van de experimenten werd uitgevoerd vanuit de zeer elliptische baan met een omlooptijd van 12 uur, tussen 2682 en 38.475 km hoogte bij een baanhelling van 26,6°.
- GEOS 2 (voor de lancering GEOS B) werd met succes gelanceerd vanaf Cape Canaveral op 14 juli 1978 met een Delta-2914-raket en vervolgens gepositioneerd op 37° Oost boven de evenaar.